# Гватемала на Светском првенству у атлетици на отвореном 2019.
Гватемала је учествовала на 17. Светском првенству у атлетици на отвореном 2019.  одржаном у Дохи од 27. септембра до 6. октобра седамнаести пут, односно учествовала је на свим првенствима до данас. Репрезентацију Гватемале представљало је 5 такмичара (3 мушкараца и 2 жене) који су се такмичили у 2 дисциплине (1 мушка и 1 женска). , 
На овом првенству такмичари Гватемале нису освојили ниједну медаљу нити су остварили неки резултат.

## Учесници
| Мушкарци: - Ерик Барондо — 20 км ходање - Хосе Алехандро Барондо — 20 км ходање - Хосе Марија Рајмундо — 20 км ходање | Жене: - Мирна Ортиз — 20 км ходање - Мајра Перез — 20 км ходање |

## Резултати

### Мушкарци
| Атлетичар              | Дисциплина   | Лични рекорд | Квалификације     | Квалификације     | Финале   | Финале       | Детаљи |
| Атлетичар              | Дисциплина   | Лични рекорд | Резултат          | Место             | Резултат | Место        | Детаљи |
| ---------------------- | ------------ | ------------ | ----------------- | ----------------- | -------- | ------------ | ------ |
| Ерик Бернабе Барондо   | 20 км ходање | 1:18:25      |                   |                   | 1:30:40  | 12 / 40 (53) |        |
| Хосе Алехандро Барондо | 20 км ходање | 1:19:55      | дисквалификован   | дисквалификован   |          |              |        |
| Хосе Мариа Рајмундо    | 20 км ходање | 1:21:14      | Није завршио трку | Није завршио трку |          |              |        |

### Жене
| Атлетичарка | Дисциплина   | Лични рекорд | Квалификације | Квалификације | Финале   | Финале       | Детаљи |
| Атлетичарка | Дисциплина   | Лични рекорд | Резултат      | Место         | Резултат | Место        | Детаљи |
| ----------- | ------------ | ------------ | ------------- | ------------- | -------- | ------------ | ------ |
| Мирна Ортиз | 20 км ходање | 1:28:31 НР   |               |               | 1:37:32  | 12 / 39 (45) |        |
| Мајра Перез | 20 км ходање | 1:30:41      | 1:46:42       | 38 / 39 (45)  |          |              |        |